# HD68624
HD68624 — хімічно пекулярна зоря спектрального класу B7, що має видиму зоряну величину в смузі V приблизно  8,5.
Вона  розташована на відстані близько 2489,7 світлових років від Сонця.

## Пекулярний хімічний склад
Зоряна атмосфера HD68624 має підвищений вміст 
Si
.